# NK Nehaj Senj
Nogometni klub Nehaj je hrvatski klub iz grada Senja u kojem nogomet ima veliku tradiciju. Senj je jedan od gradova gdje je nogomet napravio svoje prve korake na području današnje Hrvatske. U ljeto 1896. godine Kraljevska zemaljska vlada senjskoj gimnaziji poklanja tri nogometne lopte koje Josip Šulek, tadašnji učitelj tjelovježbe, koristi da bi gimnazijalce naučio novom sportu tj. nogometu.                    Nakon usavršavanja nogometnih vještina javljaju se prve kvartovske i gimnazijske ekipe, a onda i prvi klubovi pa je poznato da su prije Prvog svjetskog rata postojali klubovi Uskok i Velebit.
Nogometni klub Nehaj osnovan je 1920. godine. Osnivačka skupština održana je pod vedrim nebom na prostoru Arta u današnjem Parku senjskih književnika. Osnivači nisu poznati, ali je poznato da se radilo o radničkoj omladini i sitnim trgovcima. Dokumentacija kluba nije sačuvana pa nam o aktivnosti svjedoči jedini poznati novinski članak iz 1921. godine kada je Nehaj odigrao prijateljsku utakmicu u Gospiću protiv domaćeg Hajduka kojeg je pobijedio rezultatom 5:4.                                                                                                                                                                Daljnji period djelovanja kluba također nije poznat, a nogomet se u Senju između dva svjetska rata razvija ponajviše zahvaljujući  Gradjanskom športskom klubu Senia osnovanom 1925. godine. 
Završetkom ratnih razaranja na senjskom području nogometna aktivnost u gradu se nastavlja u lipnju 1945. kroz tada osnovano Fiskulturno društvo Omladinac. Pod ovim imenom društvo djeluje do 1947. kada mijenja ime u Fiskulturno društvo Nehaj. Skupštinari društva su 1950. godine donijeli odluku da će sekcije unutar društva početi samostalno funkcionirati. Također je odlučeno da nogometna sekcija zadrži ime društva i djeluje kao Nogometni klub Nehaj. 

## Povijest nogometa u Senju  (1896.-1952.)
1896. senjska gimnazija dobiva tri nogometne lopte kao poklon od Kraljevske zemaljske vlade.
1896. u senjsku gimnaziju dolazi učitelj tjelovježbe Josip Šulek koji je iste godine završio prvi Bučarov Tečaj za učitelja gimnastike (1894.-1896.). Šuleka možemo smatrati prvim trenerom nogometa u Senju. 
1910./12. u tom periodu poznato je postanje nogometnih klubova Uskok i Velebit.
1912. odigrana je prva nogometna utakmica na igralištu Štela, ali klubovi tj. sudionici ove utakmice nisu poznati.
1920. osnovan je klub Nehaj, a osnivačka skupština je održana pod vedrim nebom na prostoru Arta (Park senjskih književnika).  
1921. odigrana je u Gospiću nogometna utakmica između domaćeg Hajduka i kluba Nehaj koji pobjeđuje rezultatom 5:4.   
1921. tiska se almanah Kraljevina Srba, Hrvata i Slovenaca u kojem piše da u Senju djeluje Hrvatski gradjanski športski klub.
1923. senjski srednjoškolci imaju klub Sokol te je poznato djelovanje kluba Lav koji je imao svoje igralište na Bušketu.
1925. osnovan je Gradjanski športski klub Senia. Osnivačka skupština održana je 1. 9. 1925. u trgovačkoj radnji obitelji Dragičević (ulica Potok; Caffe bar Tomo), a Marijan Dragičevića je izabran za predsjednika kluba.
1927. osnovan je Hrvatski športski klub Velebit, a jedan od razloga mogao je biti prekid djelovanja GŠK Senia.
1929. Gradjanski športski klub Senia je ponovno aktivan. 
1933. tadašnja vlast raspušta GŠK Senia koji ulaže žalbu na tu odluku.
1934. osnovan je Senjski športski klub ili skraćeno SeŠK. GŠK Senia je odbijena žalba te je klub likvidiran.
1935. osnovan je Športski klub Velebit čije se ponovno osnivanje dovodi u vezu s problemima u Senjskom športskom klubu.

1937. vodstvo Senjskog športskog kluba preuzimaju osobe koje su djelovale u GŠK Senia prije likvidacije. Donose odluku da će klub imati dresove i oblik grba GŠK Senia prije likvidacije. Vjerojatno bi vratili i ime Senia, ali JNS i politička situacija to nisu dozvoljavali.
1938. Senjski športski klub u sezoni 1938./39., kao prvi klub iz Senja, sudjeluje u službenom ligaškom natjecanju, a domaće utakmice prvenstva Prve župe Zagrebačkog nogometnog podsaveza kao domaćin odigrava u Crikvenici i tadašnjem Sušaku.
  
1939. osnovan je Sportski klub Šubić. Osnivačka skupština održana je 16. 7. i nije zabilježen kao član JNS-a.
1939. Senjski športski klub u sezoni 1939./40. odigrava drugo službeno ligaško natjecanje Prve župe Zagrebačkog nogometnog podsaveza, ali kao domaćin u Novom Vinodolskom.
1940. Senjski športski klub mijenja ime u Hrvatski športski klub Senia. gvf tb
1945.HŠK Senia prestaje postojati, a u lipnju se osniva Fiskulturno društvo Omladinac unutar kojeg djeluje nogometna sekcija. 
1946. na prostoru Gangovog vrta tj. vrta g. Ladislava Krajača, prvog svibnja otvoren je Stadion 1. maja, a kod Senjana je bio poznat nazivom Pod Nehajem. 
1947. Fiskulturno društvo Omladinac mijenja ime u Fiskulturno društvo Nehaj.
1948. Fiskulturno društvo Nehaj postaje Sindikalno sportsko društvo Nehaj.
1950. Sindikalno sportsko društvo Nehaj donosi odluku da sportske sekcije unutar društva započnu samostalno funkcioniranje. Nogometna sekcija je zadržala ime i počinje djelovati kao Nogometni klub Nehaj koji je osnovan 1920. godine.  
1952. prvenstvenom utakmicom između NK Nehaj i NK Goranin iz Delnica prvog svibnja je otvoreno današnje igralište Pod Nehajem na kojem NK Nehaj neprekidno djeluje do danas.

## Igrališta u Senju
1912. – 1946. Štela 
Štela je prvo nogometno igralište u Senju na kojem je odigrana i prva utakmica. Nalazilo se uz današnju tvornicu Neda, a tadašnju tvornicu duhana te djelom gdje su danas Muzička i Osnovna škola. U početku je to bio vrt kojeg su koristili gradska glazba i društvo Senjski sokol te senjska gimnazija. Naziv dolazi od tadašnjeg svratišta K zlatnoj zvijezdi tal. Alla stella d'oro koje se nalazilo se uz nasuprot tvornice pa su Senjani taj dio grada nazvali Štela. Igralište je imalo dimenzije 60 m x 30 m i u početku su ekipe imale po devet igrača, a poslije Prvog sv. rata po sedam. Štela zaslužuje posebno mjesto u povijesti grada jer tu se rodio i odrastao senjski nogomet.
1946. – 1952. Stadion 1. maja 
Ovo igralište nalazilo se na prostoru tzv. Gangovog vrta (zemljište ispod Krajačeve vile) čiji je vlasnik bio ugledni senjski građanin g. Ladislav Krajač. Iako nije bilo dovršeno predano je na korištenje 1. svibnja 1946. čime je obilježen 1. maj-praznik rada, a stadion po tom prazniku dobiva ime. Kod Senjana je bilo poznato kao igralište pod Nehajem.
1952. Pod Nehajem
Otvorenje današnjeg igrališta bilo je 1. svibnja, kada je odigrana prvenstvena utakmica s NK Goranin iz Delnica (2:3). Igralište nije dobilo ime kao prethodno već je po istom zaživjelo ime Pod Nehajem. Ovom prilikom obilježeno je i četrdeset godina od prve nogometne utakmice koja je odigrana u Senju daleke 1912. godine.

## Klupski uspjesi

### Prvenstvo
- 1946. prvaci II. grupe Riječko-goranskog okruga

- 1949. osvojen Pokal V. zone - finale: Rovinj-Nehaj 1:1 / Nehaj-Rovinj 4:2

- 1951 viceprvaci Oblasne lige Rijeka

- ulazak u Podsaveznu ligu

- 1956./57. prvaci Gradsko-kotarske lige

- ulazak u Podsaveznu ligu

- 1960./61. prvaci Podsavezne lige

- ulazak u ligu VI. zona

- 1973./74. prvaci Zonske lige

- ulazak u Hrvatsku nogometnu ligu

- 1991./92. pobjednici III. hrvatske nogometne lige-zapad grupa Rijeka

- ulazak u II. hrvatsku nogometnu ligu-jug

- 2006./07. viceprvaci IV. hrvatske nogometne lige-zapad

- ulazak u III. hrvatsku nogometnu ligu-zapad

### Završnica Kup maršala Tita
- 25.10.1948. – 1. pretkolo 1948./49.: Nehaj-NK Zagreb 2-4 (1:0 / 2:2 / 2:4 produžetak)

### Kup Nogometnog saveza Ličko-senjske županije
- 1994./95., 1997./98., 1998./99., 2002./03., 2003./04., 2004./05., 2008./09., 2014./15., 2016./17., 2017./18., 2018./19., 2020./21, 2021./22., 2023./24., 2024./25.

### Završnica Hrvatski nogometni kup
- 23. kolovoza 1995./6. rujna 1995. – 1/16 finala 1995./96.: Nehaj-NK Rijeka 1:5(1:1) / 1:3(0:1)

- 22. rujna 1999. – 1/16 finala 1999./00.: Nehaj-NK Zadar 5:4 (1:1/2:2/5:4 11 m)

- 26. listopada 1999. – 1/8 finala 1999./00.: Nehaj-NK Rijeka 0:1 (0:0/0:1 produžetak)

- 17.09.2003. – 1/16 finala 2003./04.: Nehaj-NK Rijeka 1:7 (0:2)

- 22.09.2004. – 1/16 finala 2004./05.: Nehaj-HNK Šibenik 2:1 (0:0/1:1/2:1 produžetak)

- 27.10.2004. – 1/8 finala 2004./05.: Nehaj-Hajduk 2:3 (0:0)

- 23.09.2009. – 1/16 finala 2009./10.: Nehaj-HNK Segesta 0:1 (0:0/0:1 produžetak)

- 23.09.2015. – 1/16 finala 2015./16.: Nehaj-NK Lokomotiva Zagreb 0:8 (0:4)

- 20.09.2017. – 1/16 finala 2017./18.: Nehaj-NK Osijek 0:6 (0:3)

- 26.09.2018. – 1/16 finala 2018./19.: Nehaj-HNK Šibenik 4:6 (2:2/4:6 11 m)
- 14.09.2021. - 1/16 finala 2021/22.: Nehaj-HNK Gorica 3:7 (3:2)

### Turnir
- Lipanj 1972. Mainz (SR Njemačka) / Turnir šest nacija - Finale: Nehaj-SPGVV Roma 1:0

- 12.04.1974. Rab /  Turnir u čast oslobođenja Raba

- 1985. Buje / Turnir Ante Tomljanović

- Krivi Put /  Senjski vitezovi Domovinskog rata

- 1996., 2005., 2007., 2008., 2009., 2011., 2015., 2016., 2017.,

- 08.06.2014. Perušić / Milan Jurišić-Skočko

## Treneri senjskih klubova
| Josip Šulek (1896.-1909. / kao učitelj gimnastike) Vladimir Olivieri (GŠK Senia / Senjski ŠK-nepoznati period) Vladimir Leinert (GŠK Senia ili SŠK-ljeto tridesetih godina) Rikard Černi-Riki (srpanj 1950.-) Josip Rudić (krajem 1951.) Vjekoslav Bezjak (-) Zvonimir Pajdaš (-) Vlade Butorac-Jenac (srpanj 1952.-) Petar Prpić-Branko (-prosinac 1955.) Vlade Butorac-Jenac (siječanj 1956.-lipanj 1956.) Petar Prpić-Branko (srpanj 1956-) Mladen Dragičević-Jele (-) Ive Lončarić (-) Milan Antić-Duda(-jesen 1959.) Petar Marković-Pejo (jesen 1959.-) Mirko Bazić (srpanj 1965.-lipanj 1967.) Petar Marković-Pejo (srpanj 1967.-prosinac 1972.) Marijan Babić-Drago (siječanj 1973.-lipanj 1973.) Josip Pajdaš/Branko Svast (srpanj 1973.-prosinac 1973.) Nikola Filipović-Pape (siječanj 1974.-lipanj 1974.) Nikola Demić (srpanj 1974.-prosinac 1975.) Ante Kuntić (siječanj 1976.-lipanj 1977.) Mile Rončević (srpanj 1977.-lipanj 1979.) Tomislav Tomljanović-Željko (srpanj 1979.-prosinac 1980.) | Miralem Hasanbegović (siječanj 1981.-lipanj 1987.) Branko Svast (srpanj 1987.-rujan 1988.) Miralem Hasanbegović (rujan 1988.-prosinac 1993.) Branko Svast (siječanj 1994.-listopad 1994.) Tomislav Boras (listopad 1994.-prosinac 2000.) Miralem Hasanbegović (siječanj 2000.-) Tomislav Boras (rujan 2002.-prosinac 2002.) Josip Vukelić (siječanj 2003.-listopad 2004.) Tomislav Boras (listopad 2004.-prosinac 2005.) Tomislav Lopac (siječanj 2006.-listopad 2007.) Tomislav Boras (listopad 2007.-listopad 2007.) Josip Vukelić (listopad 2007.-lipanj 2011.) Nehajev Svast (srpanj 2011.-ožujak 2013.) Denis Lopac (ožujak 2013.-svibanj 2013.) Marin Tomljanović (svibanj 2013.-rujan 2016.) Igor Baričević (rujan 2016.-listopad 2016.) Tomislav Boras/Marin Tomljanović (listopad 2016.-prosinac 2016.) Nehajev Svast (siječanj 2017.-rujan 2019.) Dario Dabac (rujan 2019.-kolovoz 2020.) Marin Tomljanović (kolovoz 2020.-prosinac 2020.) Nehajev Svast (siječanj 2021.-prosinac 2021.) Marin Tomljanović (siječanj 2022.-ožujak 2022.) Tomislav Lopac (travanj 2022.-lipanj 2024.) Nehaj Svast (srpanj 2024.-trenutno) |

## Predsjednici senjskih klubova
- Marijan Dragičević
- Marijan Grandić
- Milan Prpić
- Krsto Glavičić

Hrvatski športski klub Velebit:
- Aleksandar Ciković

Senjski športski klub:
- Vladimir Bezjak
- Ante Dobrila

Sportski klub Šubić:
- Teodor Kren

Hrvatski športski klub Senia:
- Filip Krišković
- Franjo Lenac (povjerenik)

Fiskulturno društvo Omladinac:
- Milan Ažić

FD / SSD / Nogometni klub Nehaj:
- Milan Ažić
- Anton Rončević-Tona
- Vlade Knifić
- Ivica Tomljenović
- Milan Antić-Duda
- Ivica Baričević
- Krsto Slavković-Braco
- Teodor Kren
- Petar Prpić-Branko
- Tomislav Prpić-Tomica
- Mihovil Mavrić-Miha
- Juraj Medved-Damir
- Željko Biondić
- Nikola Škiljan
- Sanjin Rukavina
- Jurica Tomljanović
- Denis Opala
- Željko Tomljanović (trenutno)

## Poznati igrači senjskih klubova
Ratko Kacian je rođen 1916. godine u Zadru, a kasnije s roditeljima seli u Biograd. Zbog školovanja 1929. dolazi u Senj i postaje učenikom senjske gimnazije. Tri školske godine bio je "Senjanin" s prebivalištem u tadašnjem đačkom domu tj. konviktu Ožegovićianum. Službeno nije bio registriran igrač tadašnje GŠK Senia, ali je u periodu od 1929. do 1932. godine za senjski klub i đački konvikt nastupao u prijateljskim utakmicama. U tom trenutku Senjani su teško mogli pretpostaviti da imaju priliku gledati jednog od budućih najboljih hrvatskih nogometaša. Nakon odlaska iz Senja 1932. godine kroz nastupe za šibenski Osvit pa zatim zagrebački HAŠK, splitski Hajduk te zagrebački Dinamo upravo to dokazuje. Danas Nogometna škola GNK Dinamo nosi ime "Hitrec-Kacian" što dovoljno govori o veličini Ratka Kaciana kao igrača i kao čovjeka.
Ivan Đalma Marković je rođen u Senju 1928. godine te u prvim godinama poslije Drugog svjetskog rata kratko igra za tadašnje senjsko FD Omladinac tj. FD Nehaj. U Zagreb odlazi 1948. i do 1960. godine nastupa za klubove Poštar i Sava. Nakon toga posvećuje se trenerskoj karijeri koja je bilo izuzetno uspješna. Izdvajamo osvajanje prvenstva u Kanadi i Sjevernoj Americi, treniranje Olympique de Marseille i Dinamo Zagreb.Također će biti zapamćen jer je kao trener kroz omladinski pogon zagrebačkog Dinama odgojio veliki broj poznatih igrača kao Zlatko Kranjčar, Velimir Zajec, Zvonimir Boban,Robert Prosinečki i mnoge druge.
Mirko Bazić je rođen 1938. godine u Malom Trojstvu kod Bjelovara. U Senj dolazi početkom 1963. i odmah pristupa NK Nehaj gdje provodi četiri godine u kojima je osim kao igrač u jednom periodu obavljao i trenersku dužnost. Bazić se od senjske publike oprašta na prijateljskoj utakmici protiv FK Leotar koja je odigrana 4. 7.1967. godine. Tada prelazi u NK Kozara iz Gradiške u kojoj 1970. završava nogometnu i posvećuje se trenerskoj karijeri koja je bila vrlo uspješna. Nakon toga, uspješno radi u Dinamo Zagreb,FK Borac Banja Luka,NK Zagreb,NK Bjelovar te u Kanadi i Australiji. Izdvajamo finale natjecanja Kup maršala Tita 1976. godine, osvajanje Kanadskog prvenstva te Australskog prvenstva i kup natjecanja. 
Ante Hameršmit je Senjanin rođen 1947. godine koji svoje prve nogometne korake radi pod Nehajem. Vrlo mlad nosi dres seniorske ekipe u kojoj prezentira svoju golgetersku vještinu. To nije promaklo jednom od najvećih hrvatskih klubova pa tako 1965. godine odlazi u splitski "Hajduk" koji je bio prvi korak u budućoj uspješnoj profesionalnoj karijeri. Osim u Hajduku u bivšoj Jugoslaviji nosi dresove Leotora, Proletera, Spartaka te u Francuskoj nastupa za Limoges, Orleans i Le Mans. Također izdvajamo nastupe za olimpijsku reprezentaciju Jugoslavije te finale kup natjecanja Francuske 1980. godine kada je njegov US Orleans poražen od AS Monaco 1:3. Nakon završetka nogometne karijere i dalje je ostao u nogometu kao trener.
Ivo Jerolimov je rođen 1958. godine na otoku Ugljenu, općina Preko. U Senj dolazi 1976. gdje kao osamnaestogodišnji srednjoškolski učenik po prvi puta oblači kopačke. Dvije uspješne sezone u dresu NK Nehaj bile su dovoljne da započne profesionalnu karijeru kao igrač NK Rijeka. U sezoni 1982./83, prelazi u splitski Hajduk za koji nastupa do 1987. godine kada prelazi u Cercle Brugge K.S.V. gdje nakon dvije sezone završava karijeru. Iz uspješne karijere izdvajamo četiri puta (2 Rijeka, 2 Hajduk) osvajanje natjecanja Kup maršala Tita te šest nastupa za reprezentaciju Jugoslavije.
Dario Dabac je rođen 1978. godine u Senju te u NK Nehaj prolazi sve uzrasne kategorije omladinskog pogona i također nastupa za seniore. Odlaskom u grad Zagreb, gdje kreće od omladinskog pogona GNK Dinamo te odlaskom u NK Zagreb, započinje bogat profesionalan put. Osim u Hrvatskoj uspješno nastupa u Bosni i Hercegovini, Njemačkoj, Austriji, Japanu, Kuvajtu, Kini. Završetkom igračke karijere ne napušta nogomet već radi kao trener (UEFA PRO) te sportski direktor hrvatskih prvoligaša NK Istra 1961 i HNK Šibenik.Trenutno je skaut hrvatskog velikana Dinamo Zagreb.